# Percarina
A Percarina a sugarasúszójú halak (Actinopterygii) osztályának a sügéralakúak (Perciformes) rendjébe, ezen belül a sügérfélék (Percidae) családjába tartozó nem.

## Rendszerezés
A nembe az alábbi 2 faj tartozik:
- dnyeszteri durbincs (Percarina demidoffii) (Nordmann, 1840)
- Percarina maeotica Kuznetsov, 1888